# Arild Stavrum
Arild Stavrum (né le 16 avril 1972) est un footballeur norvégien. Il a connu au cours de sa carrière des clubs comme SK Brann, Molde FK, Stabæk Fotball, Helsingborgs IF, Aberdeen FC et Beşiktaş JK.
Après sa retraite sportive, il entame une carrière littéraire et devient entraîneur. Il est le fils de Ole Stavrum et le frère de Ole Erik Stavrum, tous deux anciens joueurs de football professionnels.

## Biographie

### Le joueur
Arild Stavrum a commencé sa carrière à Clausenengen.
Il a ensuité été acheté par le SK Brann, et plus tard par le Molde FK. À Molde il a formé une belle association avec Ole Gunnar Solskjær et Ole Bjørn Sundgot (surnommés « les trois S) ».
On les découvre en France lors d'un match de Coupe d'Europe des vainqueurs de coupes contre le Paris Saint-Germain en 1995. Au match aller à Oslo, Molde s'inscline 2-3 mais inscrit deux buts au gardien parisien Richard Dutruel grâce à Solskjær et Stavrum.
Il a ensuite joué une saison pour Stabæk avant d'aller à l'étranger, en Suède à Helsingborg. Là-bas il remporte le championnat dont il est le meilleur buteur en 1998, ainsi que la coupe.
Il est ensuite parti en Écosse en 1999, pour rejoindre le club d'Aberdeen. Pour sa première saison, il va en finale de la Coupe d'Écosse, mais Aberdeen s'incline lourdement (0-4) face aux Glasgow Rangers. En championnat il effectue 54 apparitions et marque 26 buts.
En 2001 il signe pour le Beşiktaş JK en Turquie. Il n'y est resté qu'une seule année mais il finit troisième du championnat et arrive en finale de la coupe. Une nouvelle fois son équipe s'inscline par 0-4 en finale, cette fois le boureau s'appelle Kocaelispor.
En 2002, il rejoint le 1.FSV Mayence 05 en Allemagne où miné par les blessures il n'effectue aucune apparition.
Il est alors revenu en ligue norvégienne chez le Molde FK, le club qui l'a révélé, avant de mettre un terme à sa carrière de joueur en 2004.
Au niveau international, Stavrum a joué deux fois en faveur de la Norvège, dont une fois contre l'Israël lors d'un match amical.

### L'entraîneur
En 2005, il devient l'entraîneur du petit club du Bærum SK. Avant de devenir celui de son club de cœur, le Molde FK, pour la saison 2006. Mais cette saison 2006 est un véritable cataclysme pour Molde, qui prend la 14e place et est relégué. Stavrum est licencié.
Il retrouve un banc de touche en 2008 au Skeid Fotball, là il réussit à remporter le titre de champion de division 3 avec ce petit club.
Malheureusement par manque de moyen, Stavrum n'arrive pas à maintenir Skeid en deuxième division lors de la saison 2009, qui finit 16e et bon dernier.
Stavrum reste en place pour la saison 2010, Skeid obtient la 3e place de division 3, mais échoue en barrages contre le 14e de division 2 et n'obtient pas la promotion.

### L'écrivain
En dehors du football, Arild Stavrum a écrit des articles pour les médias en Norvège, et il a également contribué à l'occasion, avec des journaux écossais.
En 2008, il fait ses débuts en tant qu'écrivain de fiction, avec le roman 31 år på, publié par la maison d'édition norvégienne Oktober.

## Palmarès

### Comme joueur
Molde FK
- Vainqueur de la Coupe de Norvège (1) : 1994

 Helsingborgs IF
- Champion de Suède (1) : 1999
- Vainqueur de la Coupe de Suède (1) : 1998
- Meilleur buteur du Championnat de Suède (1) : 1998

### Comme entraîneur
Skeid Fotball
- Champion de Division 3 norvégienne (1) : 2008.